# ポテンツァ県

ポテンツァ県
Provincia di Potenza

ポテンツァ県（ポテンツァけん、イタリア語: Provincia di Potenza）は、イタリア共和国バジリカータ州に属する県の一つ。県都ポテンツァは、バジリカータ州の州都でもある。

## 地理

### 位置・広がり
バジリカータ州に属する2つの県のうち、西側に位置する県である。北東にプッリャ州、南にカラブリア州、北西にカンパニア州と境界を接し、南西部でわずかながらティレニア海に面する。県都ポテンツァは県域中北部の内陸に位置し、マテーラから西へ約67km、バーリから西南西へ104km、ターラントから西北西へ124km、ナポリから東南東へ約132km、コゼンツァから北北西へ約152km、首都ローマから東南東へ約313kmの距離にある。
隣接する県は以下の通り。
- フォッジャ県 （プッリャ州） - 北
- バルレッタ＝アンドリア＝トラーニ県 - 北東
- バーリ県 （プッリャ州） - 北東
- マテーラ県 - 東
- コゼンツァ県 （カラブリア州） - 南
- サレルノ県 （カンパニア州） - 西
- アヴェッリーノ県 （カンパニア州） - 北西

県の中部、ポテンツァの東方にマテーラ県の飛び地（トリカーリコの一部）がある。

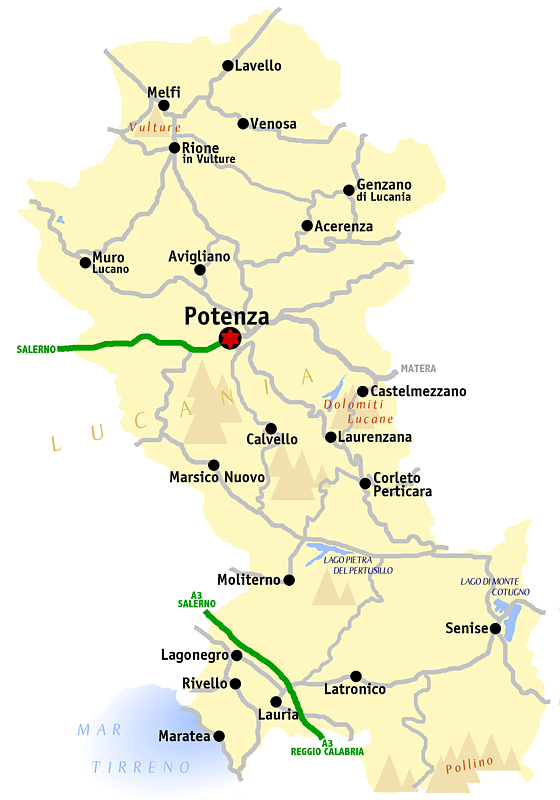
ポテンツァ県概略図

### 主要な都市
2001年の国勢調査に基づく居住地区（Località abitata）別人口統計によれば、人口1万人以上の都市は以下の通り。
- ポテンツァ - 56,935人
- メルフィ - 13,583人
- ラヴェッロ - 12,836人
- リオネーロ・イン・ヴルトゥレ - 12,743人
- ヴェノーザ - 11,770人

- ポテンツァの夜景
- メルフィ
- リオネーロ・イン・ヴルトゥレ
- ヴェノーザ

## 人物

### 著名な出身者
- ホラティウス - 古代ローマの詩人。現在のヴェノーザ生まれ。
- アンジェロ・タルタリア（英語版） - 14-15世紀の傭兵隊長（コンドッティエーレ）。ラヴェッロ生まれ。
- カルロ・ジェズアルド - 16-17世紀の貴族（ヴェノーザ公）、作曲家。ヴェノーザ生まれ。
- フランチェスコ・マリオ・パガーノ（英語版） - 18世紀の法律家・作家。ブリエンツァ生まれ。
- カルミネ・クロッコ - 19世紀の山賊（ブリガンテ）、反イタリア王国政府活動家。リオネーロ・イン・ヴルトゥレ生まれ。
- ジョヴァンニ・パッサンナンテ（英語版） - 19-20世紀のアナーキスト、国王暗殺未遂犯。現在のサヴォイア・ディ・ルカーニア生まれ。
- フランチェスコ・サヴェリオ・ニッティ - 19-20世紀の経済学者・政治家、イタリア王国首相。メルフィ生まれ。
- レオナルド・デ・ロレンツォ - 19-20世紀のフルート奏者・音楽教育者。ヴィッジャーノ生まれ。
- ヤング・コーベット3世 - 20世紀の米国のボクサー。リオネーロ・イン・ヴルトゥレ生まれ。
- アンソニー・ジョセフ・セレブレズ - 20世紀の米国の政治家。アンツィ生まれ。
- エミリオ・コロンボ - 20-21世紀の政治家、イタリア共和国首相・欧州議会議長。ポテンツァ生まれ。
- パスクァーレ・フェスタ・カンパニーレ - 20世紀の映画監督・脚本家・小説家。メルフィ生まれ。
- ルッジェロ・デオダート - 映画監督。ポテンツァ生まれ。
- ドナト・サビア - 20-21世紀のオリンピック男子陸上競技選手。ポテンツァ生まれ。